# 卡爾皮利夫卡 (納羅季奇區)
51°2′49″N 29°21′57″E / 51.04694°N 29.36583°E
卡爾皮利夫卡（烏克蘭語：Карпилівка），是烏克蘭北部的村莊，隸屬日托米爾州的科羅斯滕區。該村面積0.06平方公里，2001年人口3，人口密度每平方公里48.39人。